# Thermoterrabacterium
Thermoterrabacterium è un genere di batterio appartenente alla famiglia delle Peptococcaceae.